# Santiago de la Ribera
Santiago de la Ribera és una petita pedania que pertany al municipi de San Javier. Situada a les vores del Mar Menor en la Regió de Múrcia. D'extensió de costa àmplia, recull altres petits barris, d'entre els quals es troba La Ciudad del Aire. Limita al nord amb Lo Pagán (San Pedro del Pinatar); a l'est amb el Mar Menor; a l'oest amb San Javier i al sud amb Los Narejos (Los Alcázares). Seu de la Acadèmia General de l'Aire i de l'Aeroport de Múrcia - San Javier (MJV).
És una pedania costanera con una gran atracció turística degut al bon clima i a les seves platges.
Gentilici: Ribereny/a.

## Història
La pedania fou fundada per Fray José Rodrigo de Villamayor, Cavaller de l'Orde Militar de Santiago, qui a partir de la finca de la seva propietat, Torre Mínguez, va conceptuar, d'una manera excel·lent i moderna per a la seva època (segle xix), el traçat urbanístic d'una part d'aquesta finca.

## Festes
- Romeria de San Blas, 3 de febrer: Romeria hortelana cap a l'ermita de San Blas i concurs de degustació gastronòmica.

- Carnavals, febrer: Desfilada de comparses de carnaval, concurs infantil i elecció de la reina del carnaval.

- Fira d'Abril, 1º cap de setmana de maig: Concursos, actuacions, instal·lació de casetes andaluses, missa rociera i dia infantil.

- Dia de la Regió de Múrcia, 9 de juny: Celebració de la diada de la Regió.

- Verge del Carme, 16 de juliol: Revetlles populars i processió marítima.

- Festivitat del patró Santiago, 25 de juliol: Celebració d'honors al patró d'Espanya i de Santiago de la Ribera.

- San Francesc Xavier, 3 de desembre: Celebració a tot el municipi de San Javier, la festivitat del patró.

## Comunicacions
- Transport ferroviari (RENFE): Estació Balsicas - Mar Menor. C/ Mar Menor S/N, Balsicas - Torre Pacheco, (Múrcia). Tel.: 968 573 300.

- Transport aeri: Aeroport de Múrcia - San Javier (MJV). Carretera del Aeropuerto S/N, Santiago de la Ribera (Múrcia). Tel.: 968 172 000.

- Transport terrestre: Estació d'Autobusos de San Pedro del Pinatar. C/ Alcalde José María Tárraga S/N, San Pedro del Pinatar (Múrcia). Tel.: 968 182 942.